# Santa Maria del Soccorso (métro de Rome)
Santa Maria del Soccorso est une station de la ligne B du métro de Rome. Située sur la via Tiburtina, elle tient son nom de sa proximité avec l'église Santa Maria del Soccorso.

## Situation sur le réseau
Établie en souterrain, la station Santa Maria del Soccorso est située sur la ligne B du métro de Rome, entre les stations de Ponte Mammolo, en direction de Rebibbia, et Pietralata, en direction de Laurentina.

## Histoire
La station de métro, située à la jonction de la via Tiburtina avec la via del Frantoio et la via del Badile, a été inaugurée le 8 décembre 1990.

## À proximité
La station permet d'atteindre le quartier Monte Sacro. Elle donne directement accès à l'église Santissimo Redentore a Val Melaina.